# مضيق هرمز

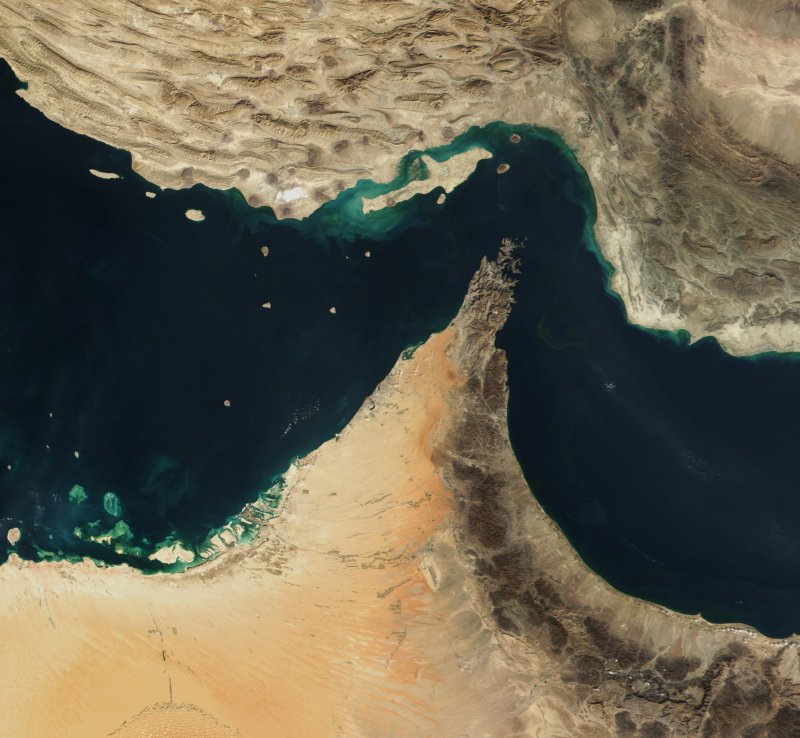
صورة فضائية لمضيق الهرمز.

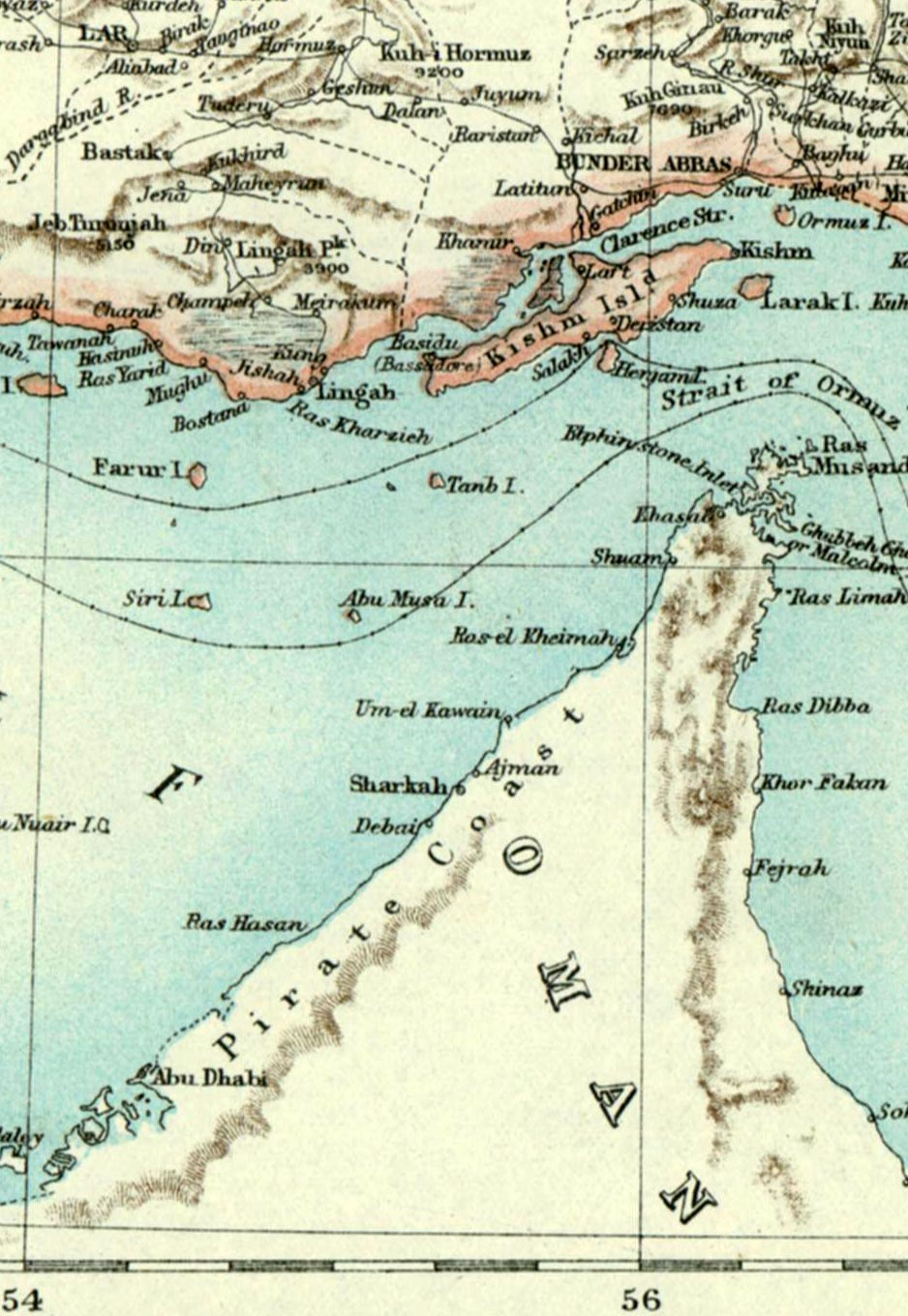
مضيق هرمز يقسم المنطقة إلى إيران من الشمال، ومسندم سلطنة عمان والإمارات العربية المتحدة من الجنوب.

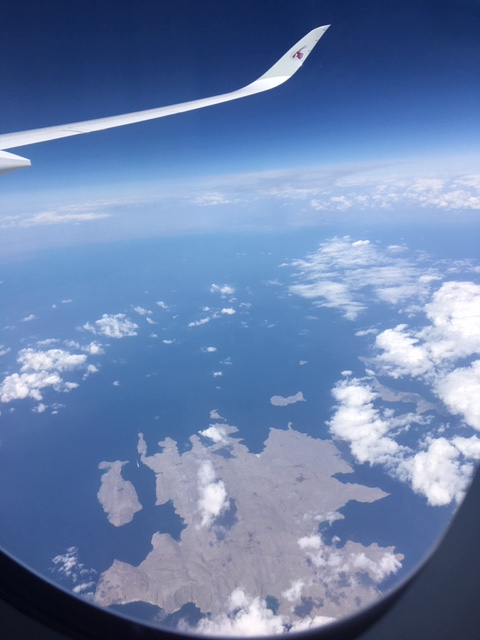
مضيق هرمز كما يُرى من طائرة ركاب على ارتفاع 35,000 قدم (10,668 مترًا). تظهر مسندم في المقدمة.

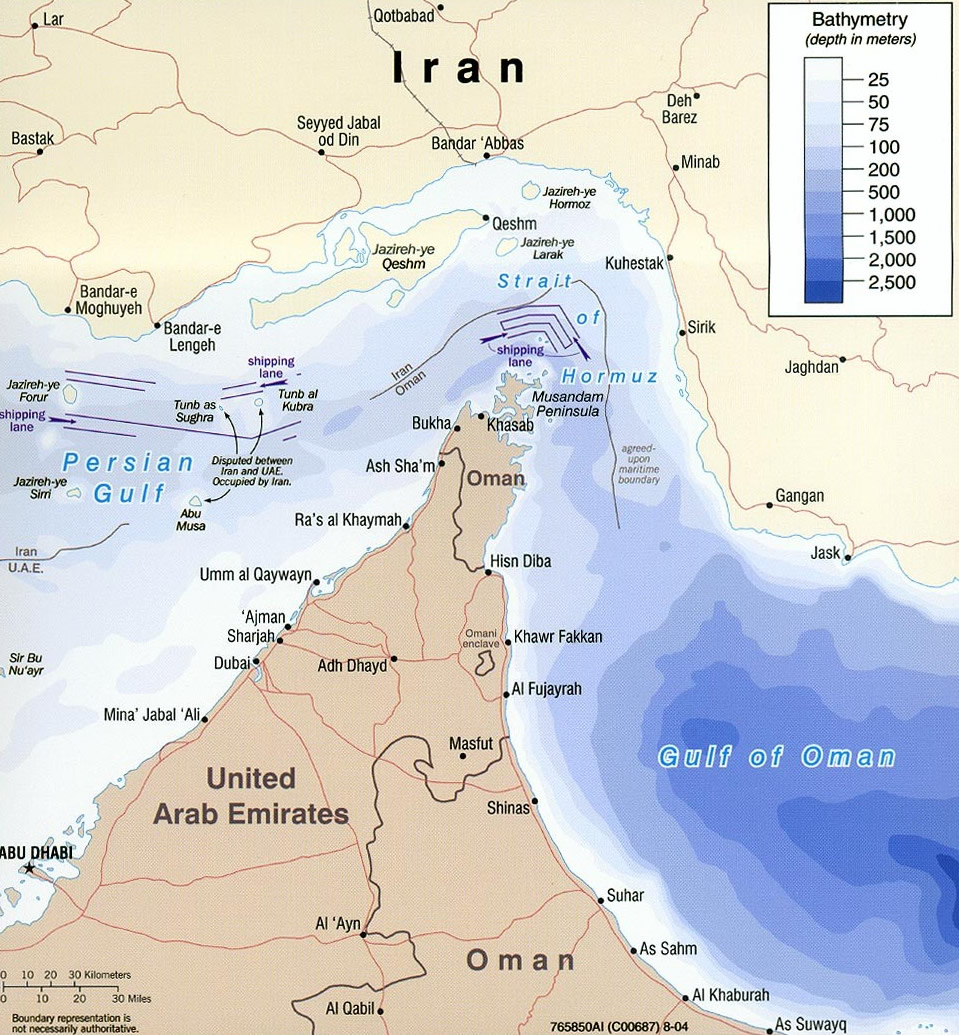
خريطة مضيق هرمز مع السياسة البحرية (2004)

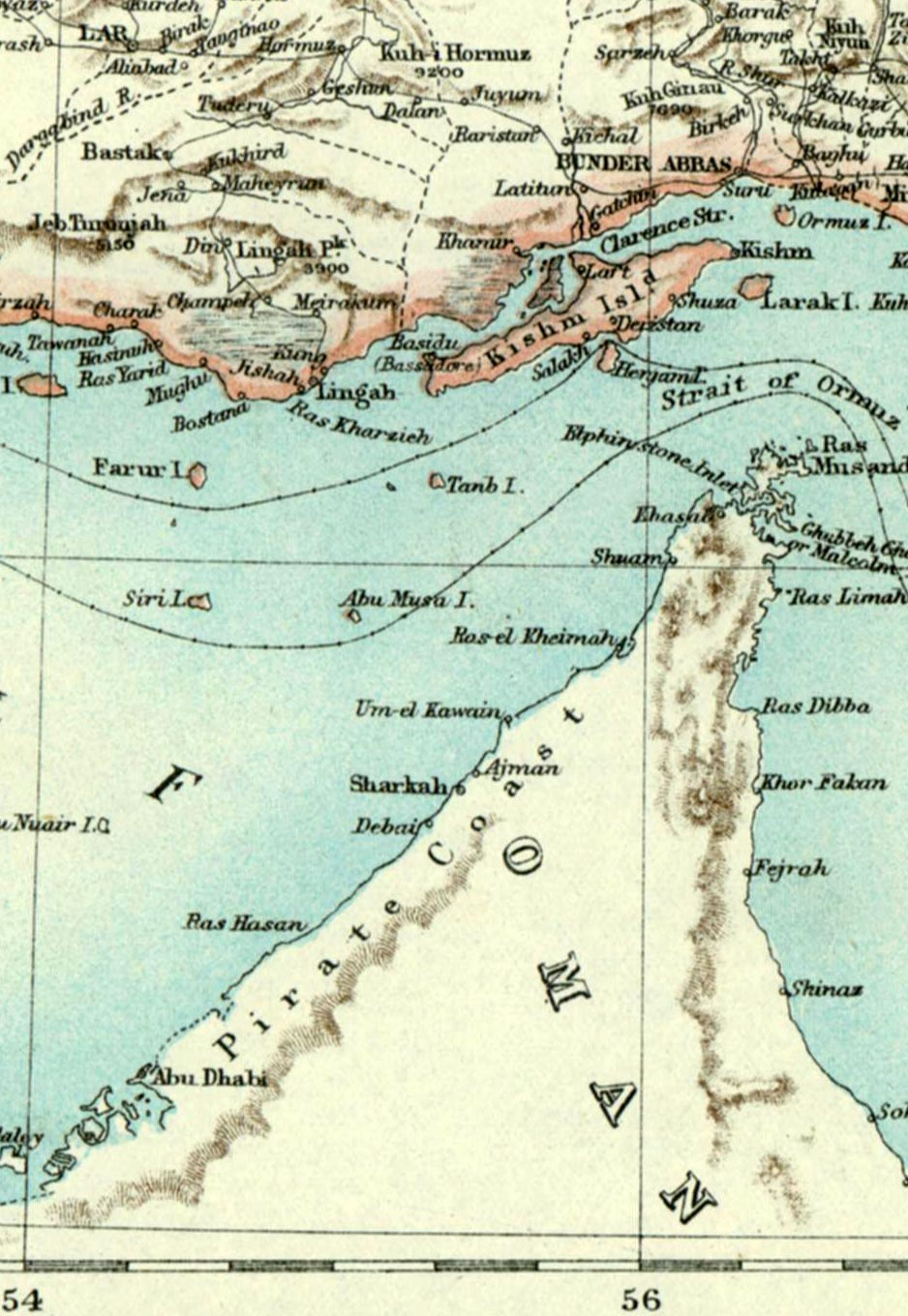
خارطة تاريخية لمنطقة مضيق هرمز عام (1892)

مَضيق هُرمُز، هو مضيق مائي يربط الخليج العربي بخليج عمان. يمثل هذا المضيق الممر البحري الوحيد من الخليج العربي إلى المحيط المفتوح، ويُعتبر من أكثر نقاط الاختناق الاستراتيجية أهمية في العالم. تقع إيران على الساحل الشمالي للمضيق، بينما تقع شبه جزيرة مسندم على الساحل الجنوبي، والتي يشترك في إدارتها كل من الإمارات العربية المتحدة ومحافظة مسندم، وهي إقليم منفصل تابع لعُمان. يبلغ طول المضيق حوالي ٩٠ ميل بحري (167 كيلومترا)، ويتراوح عرضه بين حوالي 52 ميل بحري (96 كيلومتر) إلى 21 ميل بحري (39 كيلومتر). يمر عبر المضيق نحو ثلث إجمالي الغاز الطبيعي المسال في العالم، كما كان قبل نحو ٦ إلى ٧ سنوات يعبره ما يقرب من ٢٥٪ من استهلاك النفط العالمي، مما يجعله موقعاً استراتيجياً ذا أهمية كبرى في التجارة الدولية. تذكر مذكرات ظهير الدين بابر كيف كانت المكسرات منخفضة القيمة تُنقل من منطقة فرغانة البعيدة إلى هرمز لتصل إلى الأسواق.
في 22 يونيو 2025، صوت البرلمان الإيراني على إغلاق مضيق هرمز، وذلك ردّاً على الضربات الأمريكية التي استهدفت المنشآت النووية الإيرانية. ويخضع هذا القرار الآن لموافقة المجلس الأعلى للأمن القومي في الجمهورية الإسلامية. حتى يونيو 2025 ، لم يُغلق المضيق أبداً خلال النزاعات في الشرق الأوسط.

## علم أصول الكلمات
سمّي المضيق بـ «هرمز» لتوسّطه مملكة هرمز القديمة والتي اشتهرت باسم «باب الشرق السحري»، كما نُسبت تسميته لـهرمز أحد ملوك بلاد فارس، كذلك إلى اسم الجزيرة «هرمز» الواقعة على ساحل «إقليم مكران» التابع لإيران اليوم ولبلاد فارس سابقًا، وسمّي اليوم مضيق نهر «ميتاب» التابع لإيران.

## الملاحة
تتبع السفن المارة عبر مضيق هرمز نظامًا لفصل حركة المرور لتقليل خطر وقوع تصادمات، ، حيث تستخدم السفن الداخلة مسارًا منفصلًا عن السفن الخارجة، ويبلغ عرض كل مسار حوالي ميلين، تفصل بينهما منطقة وسطية بعرض ميلين. تمر السفن عبر المياه الإقليمية لكل من إيران وعُمان وفقًا لأحكام العبور العابر الواردة في اتفاقية الأمم المتحدة لقانون البحار. رغم أن بعض الدول لم تصدق على هذه الاتفاقية، فإن معظم الدول، بما فيها الولايات المتحدة، تعترف بهذه القواعد العرفية المنظمة للملاحة.
في أبريل 1959، وسعت إيران مياهها الإقليمية إلى 12 ميلًا بحريًا، وأعلنت أنها ستسمح فقط بعبور المرور البريء ضمن هذه المنطقة الموسعة. وفي يوليو 1972، قامت عُمان بتوسيع مياهها الإقليمية إلى نفس المسافة بمرسوم رسمي. وهكذا، بحلول منتصف عام 1972، أصبح مضيق هرمز مغلقًاً بشكل كامل بالمياه الإقليمية المشتركة لإيران وعُمان. خلال السبعينيات، لم تحاول الدولتان عرقلة مرور السفن الحربية، لكن في الثمانينيات، أصدرت إيران وعُمان مطالبات تختلف عن القوانين العرفية السابقة. بعد تصديق عُمان على الاتفاقية في عام 1989، أعلنت أنها تسمح فقط بالعبور البريء ضمن مياهها الإقليمية، مع اشتراط الحصول على إذن مسبق لعبور السفن الحربية الأجنبية.
وعند توقيع إيران على الاتفاقية في عام 1982، صرحت بأن الحقوق المنصوص عليها تشمل فقط الدول الأطراف، وتتضمن حق العبور عبر المضائق الدولية. في عام 1993، أصدرت إيران قانونًا بحريًا يفرض اشتراطات إضافية، مثل الحصول على إذن لعبور السفن الحربية والغواصات والسفن النووية عبر مياهها، مما يتعارض مع الاتفاقية. الولايات المتحدة لا تعترف بهذه المطالبات وقد اعترضت عليها جميعًا.
تمتلك عُمان موقع رادارياً لمراقبة نظام فصل حركة السفن في مضيق هرمز، ويقع هذا الموقع على جزيرة صغيرة في محافظة مسندم.

## تدفق تجارة النفط
ذكر تقرير صادر عام 2007 عن مركز الدراسات الاستراتيجية والدولية أن 17 مليون برميل من النفط تمر يوميًا من الخليج العربي، وأن تدفقات النفط عبر مضيق هرمز تمثل نحو 40% من إجمالي النفط المتداول عالميًا.

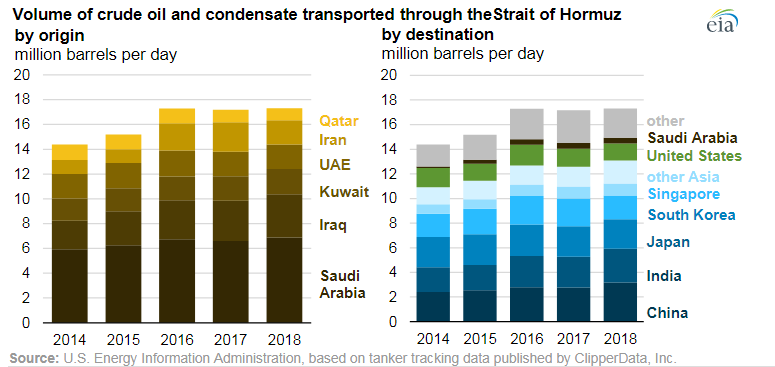
تجارة النفط عبر المضيق 2014-2018

وفقًا لإدارة معلومات الطاقة الأمريكية، في عام 2011، كان متوسط عدد الناقلات التي تمر يوميًا من الخليج العربي عبر المضيق يبلغ 14 ناقلة تحمل 17 مليون برميل من النفط الخام (2,700,000 متر مكعب). ووفقًا للتقرير، فإن هذا يمثل 35% من شحنات النفط البحري العالمية و20% من النفط المتداول على مستوى العالم. وأوضح التقرير أن أكثر من 85% من صادرات النفط الخام هذه كانت موجهة إلى الأسواق الآسيوية، حيث كانت اليابان والهند وكوريا الجنوبية والصين هي أكبر الوجهات. عام 2018 فقط، كان مرور 21 مليون برميل يوميًا عبر المضيق، وهو ما يعادل قيمة نفطية تقدر بـ 1.17 مليار دولار يوميًا حسب أسعار سبتمبر 2019.

## الأحداث

### حرب الناقلات
بدأت مرحلة حرب الناقلات في الحرب الإيرانية العراقية عندما شنت العراق هجومًا على محطة النفط وناقلات النفط في جزيرة خارك الإيرانية في أوائل عام 1984. كان هدف صدام حسين من مهاجمة الشحن الإيراني، من بين أمور أخرى، استفزاز الإيرانيين للرد بإجراءات قاسية، مثل إغلاق مضيق هرمز أمام كل حركة الملاحة البحرية، مما قد يؤدي إلى تدخل أمريكي. إلا أن إيران قيدت هجماتها الانتقامية على الشحن العراقي فقط، مُبقيةً المضيق مفتوحًا.

### عملية برينغ مانتيس
كانت عملية برينغ مانتيس هجوم شنته القوات المسلحة الأمريكية في 18 أبريل 1988 داخل المياه الإقليمية الإيرانية، ردًا على زرع الألغام البحرية من قبل البحرية الإيرانية في المياه الدولية في الخليج العربي أثناء الحرب الإيرانية العراقية، وما تلا ذلك من أضرار أصابت سفينة حربية أمريكية. شنت البحرية الأمريكية الهجوم باستخدام عدة مجموعات من السفن الحربية السطحية، بالإضافة إلى طائرات من حاملة الطائرات يو إس إس إنتربرايز وفرقاطتها المرافقة يو إس إس ترواكستون. بدأ الهجوم بضربات منسقة من مجموعتين سطحيتين.

### إسقاط طائرة إيران إير الرحلة 655
في 3 يوليو 1988، قُتل 290 شخص عندما أُسقطت طائرة إيرباص A300 تابعة لشركة الخطوط الجوية الإيرانية فوق مضيق هرمز بواسطة الفرقاطة الصاروخية التابعة للبحرية الأمريكية يو إس إس فينسنس (CG-49)، بعد أن تم التعرف عليها خطأً على أنها طائرة مقاتلة.

### تصادم بين المدمرة الأمريكية يو إس إس نيوبورت نيوز وناقلة النفط موغاميغاوا
في 8 يناير 2007، اصطدمت الغواصة النووية يو إس إس نيوبورت نيوز، وهي تبحر تحت الماء، بسفينة ناقلة نفط ضخمة ترفع العلم الياباني تُدعى إم في موغاميجاوا، وتزن 300,000 طن، جنوب مضيق هرمز. لم تقع إصابات ولم يحدث تسرب نفطي من الناقلة.

### التوترات في عام 2008

#### النزاع البحري بين الولايات المتحدة وإيران 2008
شهد مضيق هرمز سلسلة من المواجهات البحرية بين زوارق إيرانية سريعة وسفن حربية أمريكية في ديسمبر 2007 ويناير 2008. اتهمت السلطات الأمريكية إيران بمضايقة واستفزاز سفنها البحرية، بينما نفى المسؤولون الإيرانيون هذه الاتهامات. في 14 يناير 2008، بدا أن مسؤولي البحرية الأمريكية ناقضوا رواية البنتاغون عن حادثة 16 يناير، التي أفاد فيها البنتاغون بأن السفن الأمريكية كانت على وشك إطلاق النار على زوارق إيرانية تقترب. وقال قائد البحرية الإقليمي، نائب الأدميرال كيفن كوسجريف، إن الإيرانيين "لا يمتلكون صواريخ مضادة للسفن ولا طوربيدات"، وأضاف أنه "لا يصف موقف الأسطول الخامس الأمريكي بالخوف من هذه الزوارق الصغيرة".

#### السياسة الدفاعية الإيرانية
في 29 يونيو 2008، صرح قائد الحرس الثوري الإيراني، محمد علي جعفري، بأنّ إيران ستغلق مضيق هرمز إذا شنت إسرائيل أو الولايات المتحدة هجومًا عليها، بهدف إحداث فوضى في أسواق النفط. وجاء هذا التصريح بعد تهديدات غير واضحة من وزير النفط الإيراني ومسؤولين حكوميين آخرين بأن أي هجوم على إيران سيؤدي إلى اضطرابات في إمدادات النفط العالمية.
وحذر نائب الأدميرال كيفن كوسجريف، قائد الأسطول الأمريكي الخامس المتمركز في البحرين عبر الخليج العربي مقابل إيران، من أن مثل هذا التصرف الإيراني سيُعتبر عملاً حربياً، وأن الولايات المتحدة لن تسمح لإيران بابتزاز ما يقرب من ثلث إمدادات النفط العالمية.
في 8 يوليو 2008، نقلت وكالة أنباء الطلاب الإيرانية (إسنا) عن علي شيرازي، مساعد ديني متوسط المستوى للمرشد الأعلى الإيراني آية الله علي خامنئي، قوله لقوات الحرس الثوري: «الكيان الصهيوني يضغط على مسؤولي البيت الأبيض للهجوم على إيران. وإذا ارتكبوا هذه الحماقة، ستكون تل أبيب وناقلات الشحن الأمريكية في الخليج العربي أول أهداف إيران وسيتم حرقها».

#### الأنشطة البحرية في عام 2008
في الأسبوع الأخير من يوليو 2008، وفي إطار عملية بريمستون، شاركت عشرات السفن البحرية الأمريكية والأجنبية في تدريبات مشتركة تحضيرية لاحتمال القيام بأنشطة عسكرية في المياه الضحلة قبالة سواحل إيران.
وبحلول 11 أغسطس 2008، كان أكثر من 40 سفينة أمريكية وحليفة في طريقها إلى مضيق هرمز. ومن المقرر أن تنضم مجموعة حاملات طائرات أمريكية قادمة من اليابان إلى مجموعتين موجودتين بالفعل في الخليج العربي، ليصل العدد الإجمالي إلى خمس مجموعات حاملات طائرات، دون احتساب الغواصات.

### تصادم بين الغواصة يو إس إس هارتفورد وسفينة الإنزال يو إس إس نيو أورلينز
في 20 مارس 2009، اصطدمت غواصة من فئة لوس أنجلوس تابعة للبحرية الأمريكية تُدعى يو إس إس هارتفورد بسفينة إنزال برمائية من فئة سان أنطونيو تُدعى يو إس إس نيو أورلينز في مضيق هرمز. أسفر الاصطدام عن إصابة طفيفة لـ15 بحارًا على متن غواصة هارتفورد، كما تسبّب في تمزق خزان وقود على متن سفينة نيو أورلينز، مما أدى إلى تسرب نحو 25,000 جالون أمريكي (95 متر مكعب) من وقود الديزل البحري.

### احتجاز السفينة "مايرسك تايغريس" عام 2015
في 28 أبريل 2015، تواصلت زوارق دورية تابعة لـ البحرية التابعة للحرس الثوري الإيراني مع سفينة الحاويات مايرسك تايغريس التي ترفع علم جزر مارشال وكانت متجهة غربًا عبر المضيق، وأمرتها بالتحرك داخل المياه الإقليمية الإيرانية، وفقًا لما ذكره متحدث باسم وزارة الدفاع الأمريكية. عندما رفض قائد السفينة ذلك، أطلقت إحدى الزوارق الإيرانية طلقات تحذيرية عبر جسر سفينة مايرسك تايغريس. ثم امتثل القبطان للأمر وتوجه إلى المياه الإيرانية قرب جزيرة لارك. وأرسلت البحرية الأمريكية طائرات ومدمرة تُدعى يو إس إس فاراغت لمراقبة الموقف.
أعلنت شركة مايرسك أنها وافقت على دفع مبلغ قدره 163,000 دولار أمريكي لشركة إيرانية بعد حكم صادر عن محكمة إيرانية بشأن نزاع يتعلق بعشرة حاويات تم نقلها إلى دبي عام 2005. لكن محكمة الاستئناف رفعت الغرامة إلى 3.6 مليون دولار.

### تهديدات بإغلاق المضيق في عام 2018
في يوليو 2018، أطلقت إيران مجددًا تهديدات بإغلاق مضيق هرمز، مستشهدة بالعقوبات الأمريكية الوشيكة بعد انسحاب الولايات المتحدة من الاتفاق النووي (خطة العمل الشاملة المشتركة) في وقت سابق من العام. وأفادت قوات الحرس الثوري الإيراني بأنها مستعدة لتنفيذ هذا الإجراء إذا اقتضت الحاجة.
وفي أغسطس 2018، أجرت إيران اختبارًا لصاروخ باليستي لأول مرة في عام 2018. ووفقًا للمسؤولين، فقد حلق الصاروخ المضاد للسفن فاتح-110 نسخة 3 لمسافة تزيد على 100 ميل في مسار طيران فوق مضيق هرمز باتجاه منطقة اختبار في صحراء إيران. ووصف مسؤول أمريكي، طلب عدم الكشف عن هويته، الإطلاق بأنه "من الشاطئ إلى الشاطئ".

### تهديدات بإغلاق المضيق في عام 2019
في 22 أبريل 2019، أنهت الولايات المتحدة استثناءات استيراد النفط الإيراني التي سمحت لبعض زبائن إيران باستيراد النفط دون التعرض لعقوبات مالية، وذلك في إطار العقوبات الاقتصادية الأمريكية على إيران. وقد ترتب على ذلك تداعيات في مضيق هرمز، حيث أطلقت إيران تهديدات بإغلاق المضيق في أبريل 2019.
ونقلت قناة الجزيرة عن اللواء محمد باقري، أحد قادة القوات المسلحة الإيرانية، قوله: «لسنا نسعى إلى إغلاق مضيق هرمز، لكن إذا تصاعد عداء الأعداء، فسوف نكون قادرين على القيام بذلك». كما ورد عنه قوله: «إذا لم يعبر نفطنا، فلن يعبر نفط الآخرون مضيق هرمز أيضًا».

### توترات 2019 بين الولايات المتحدة وإيران والهجمات على ناقلات النفط
منذ عام 2019، واصلت إيران بشدة الهجوم على سفن مختلفة واحتجاز سفن وسط تصاعد القضايا السياسية. في صباح 13 يونيو 2019، تعرضت ناقلتا النفط فرونت ألتير وكوكوكا كوراجيوس لانفجارات قرب الفجر، حيث أبلغ طاقم السفينة الأخيرة عن رؤية جسم طائر يصيب السفينة؛ وتم إنقاذ طاقمها بواسطة المدمرة الأمريكية يو إس إس بينبريدج، بينما تم إنقاذ طاقم فرونت ألتير بواسطة سفن إيرانية. في نفس اليوم بعد الظهر، أصدر وزير الخارجية الأمريكي مايك بومبيو بيانًا اتهم فيه إيران بتنفيذ الهجمات، لكن إيران نفت هذه الاتهامات ووصفت الحادث بأنه هجوم مفبرك.
في يوليو 2019، تم اقتحام واحتجاز ناقلة النفط البريطانية المسماة "ستينا إمبيرو" من قبل القوات الإيرانية. ووصف المتحدث باسم مجلس صيانة الدستور الإيراني، عباس علي كدخدائي، عملية الاحتجاز بأنها "إجراء تبادلي"، في إشارة إلى احتجاز ناقلة إيرانية تدعى غريس 1 كانت متجهة إلى سوريا في جبل طارق قبل أيام.
في عام 2020، نشرت فرنسا نحو 600 جندي بحري وجوي تحت قيادة القوة المشتركة لمكافحة القرصنة 474 لحماية التجارة البحرية والأعمال الإقليمية وتخفيف التوترات المحلية. ومنذ الأسبوع الأول من أبريل 2020، تضم العملية الفرقاطة الهولندية رويتر، والفرقاطة الفرنسية فوربين، وطائرة فرنسية من نوع أتلانتيك 2.

### نشاطات عسكرية إيرانية في عام 2020
في مايو 2020، أطلقت إيران صواريخ بالخطأ على إحدى سفنها الحربية في حادث نيران صديقة، مما أسفر عن مقتل 19 بحارًا.

### احتجاز سفينة نفط في عام 2021
في 4 يناير 2021، أفادت وكالة أنباء تسنيم بأن سفينة نفطية ترفع علم كوريا الجنوبية كانت متجهة من السعودية إلى الإمارات العربية المتحدة قد تم احتجازها، بزعم ارتكابها مخالفات بيئية تتعلق بالتلوث. وذُكر أن السفينة كانت تحمل نحو 7,000 طن من الإيثانول. وقد رفضت كوريا الجنوبية التعليق على الاتهامات المتعلقة بتسبّب السفينة في تلوث نفطي بمضيق هرمز. وكانت السفينة، التي تُدعى هانكوك كيمي، متجهة إلى ميناء الفجيرة الإماراتي بعد أن قامت بشحن النفط من مدينة الجبيل السعودية في 2 يناير 2021، وذلك بحسب بيانات تتبّع السفن التي جمعتها وكالة بلومبيرغ.

### غرق السفينة الإيرانية "خارغ" عام 2021
في 2 يونيو 2021، غرقت السفينة خارغ التابعة للبحرية الإيرانية، وهي ناقلة إمداد معدّلة من فئة أو إل، في مضيق هرمز بعد اندلاع حريق على متنها. وكانت تُعد أكبر سفينة في أسطول بحرية جمهورية إيران الإسلامية.

### احتجاز سفينة "إم إس سي آيريس" عام 2024
في 13 أبريل 2024، احتجزت القوات البحرية التابعة للحرس الثوري الإيراني سفينة الحاويات إم إس سي آيريس، وهي سفينة ترفع علم البرتغال، أثناء إبحارها عبر خليج عُمان قبالة سواحل الإمارات العربية المتحدة، بالقرب من مدينة الفجيرة الساحلية. وقد تم توجيه السفينة لاحقًا عبر مضيق هرمز، وعلى متنها 25 فردًا من الطاقم، بزعم انتهاكها لقوانين الملاحة البحرية.
تجدر الإشارة إلى أن السفينة إم إس سي آيريس مستأجرة من قبل شركة إم إس سي، من مالكها غورتال شيبّينغ، وهي شركة تابعة لمجموعة زودياك ماريتايم. أما أفراد الطاقم الـ 25، فيتألفون من 17 هنديًا، بالإضافة إلى فلبينيين، وباكستانيين، وروسي، وإستوني.

### تهديد إيران بإغلاق المضيق عام 2025
في 14 يونيو 2025، أفادت تقارير بأن إيران هددت بإغلاق مضيق هرمز، وذلك ردًا على هجمات إسرائيلية استهدفت بنيتها التحتية العسكرية والنووية. وقد صرّح إسماعيل كوثري، النائب في البرلمان الإيراني والقيادي في الحرس الثوري الإسلامي، بأن "إغلاق المضيق قيد الدراسة الجادة".
وذكرت صحيفة فايننشال تايمز أن تنفيذ هذا التهديد قد يؤدي إلى قفزة حادة في أسعار النفط تتجاوز الارتفاعات الأخيرة التي تراوحت بين 7 و14%، وربما تصل الأسعار إلى ما يتجاوز 100 أو حتى 150 دولارًا للبرميل. وقد يؤدي ذلك إلى تغذية التضخم العالمي والمساهمة في حدوث ركود اقتصادي. وأشار محللو بنك رابوبنك إلى هشاشة وضع المصدرين الإقليميين، موضحين أن "السعودية، والكويت، والعراق، وإيران تعتمد كليًا على ممر ضيّق واحد للصادرات". يُذكر أن المضيق يمر عبره حاليًا نحو 18 إلى 19 مليون برميل يوميًا، أي ما يقارب 20% من الاستهلاك العالمي للنفط، بما في ذلك النفط الخام والمكثفات والوقود.
إلا أن محللين حذروا من أن إيران نفسها قد تتعرض لعواقب اقتصادية جسيمة إذا ما حاولت إغلاق المضيق. فقد أوضح محللو جي بي مورغان أن "الاقتصاد الإيراني يعتمد بشكل كبير على حرية مرور السلع والسفن عبر المضيق، نظرًا لاعتماد صادراته النفطية بالكامل على النقل البحري". كما أشاروا إلى أن إغلاق المضيق قد يُعرض تجارتها الطاقوية الحيوية مع الصين، التي تُعد الزبون النفطي الرئيسي لإيران، إلى مخاطر كبيرة.
وفي يونيو 2025، اصطدمت ناقلة نفط بأخرى في مضيق هرمز، لكن التقارير الأولية لم تربط الحادث بأي دوافع أمنية.
وفي 22 يونيو 2025، صوّت البرلمان الإيراني لصالح إغلاق المضيق، وذلك بانتظار قرار نهائي من المجلس الأعلى للأمن القومي. وأكّد القائد في الحرس الثوري إسماعيل كوثري أن إغلاق المضيق لا يزال "مطروحًا على جدول الأعمال"، وسيتم تنفيذه "كلما دعت الحاجة".
أفاد مسؤولان أمريكيان أن إيران حمّلت ألغامًا بحرية على سفن في الخليج الفارسي خلال شهر يونيو، وذلك بعد الضربات الصاروخية الإسرائيلية على أهداف داخل إيران في 13 يونيو. وقد رصدت الاستخبارات الأمريكية هذه التحركات، مما أثار مخاوف من احتمال سعي طهران إلى إغلاق مضيق هرمز، الممر الحيوي لنقل النفط عالميًا. ومع أن خطوة كهذه قد تُلحق ضررًا بالغًا بالتجارة العالمية، لم تستبعد الولايات المتحدة أن تكون العملية مجرد خدعة أو محاولة ردع.

## قدرة إيران على عرقلة الملاحة البحرية
عام 2002 أجرت القوات المسلحة الأمريكية تمرينًا عسكريًا ضخمًا عرف بتحدي الألفية 2002. حاكى التمرين محاولة من جانب إيران لإغلاق مضيق هرمز، وكانت الافتراضات والنتائج محل جدل واسع؛ إذ أظهرت المحاكاة نجاح الاستراتيجية الإيرانية في التغلب على القوات الأمريكية المتفوقة عسكريًا. وفي مقال نُشر عام 2008 في مجلة الأمن الدولي، جادل كاتبه بأن إيران قد تكون قادرة على إغلاق المضيق أو عرقلة المرور فيه لمدة شهر كامل، وأن أي محاولة من الولايات المتحدة لإعادة فتحه قد تؤدي إلى تصعيد الصراع. إلا أن المجلة نشرت لاحقًا في عددٍ لاحق ردًا على المقال شكّك في بعض الافتراضات الأساسية، واقترح أن الجدول الزمني لإعادة فتح المضيق قد يكون أقصر بكثير.

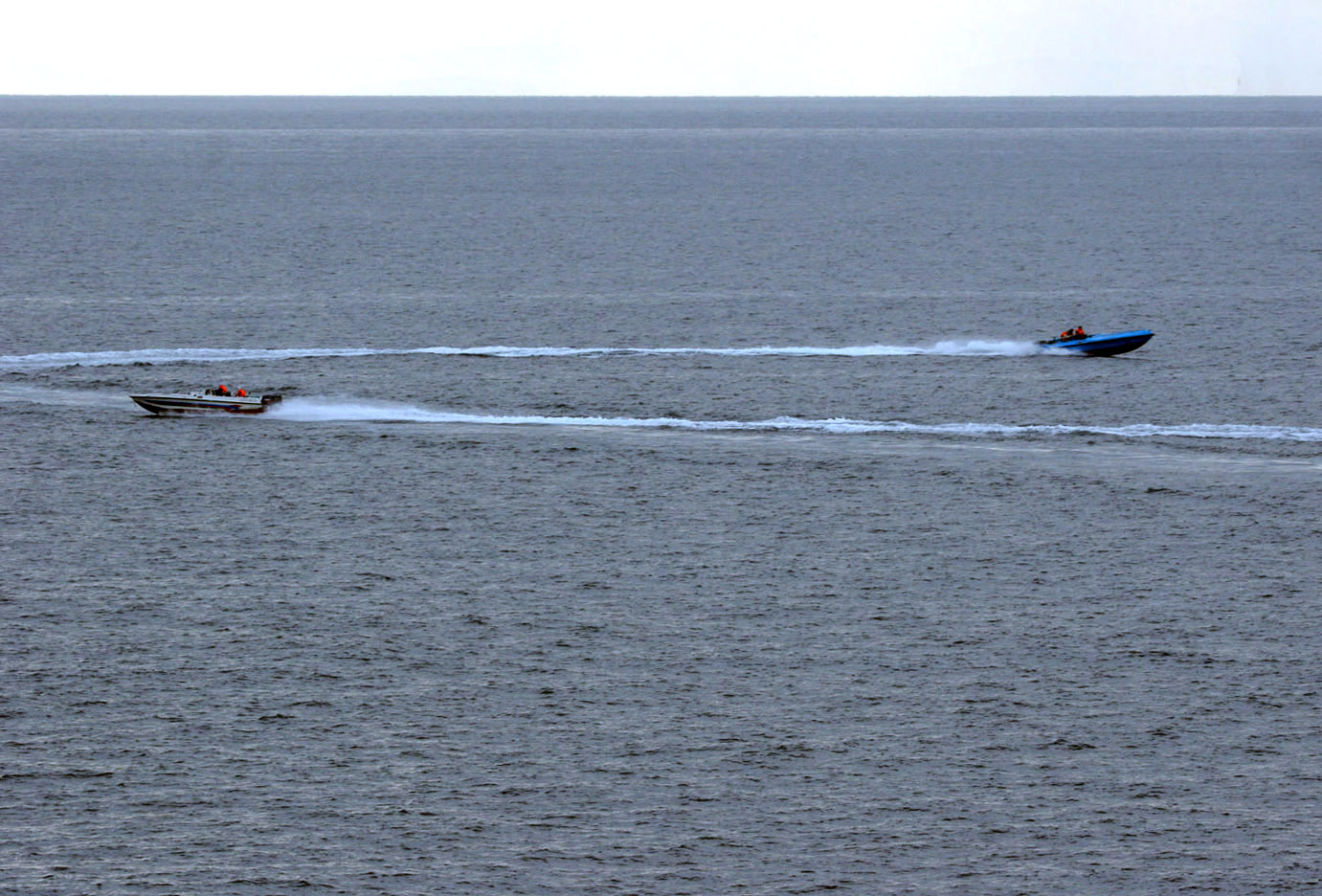
مناورات القوارب الإيرانية بالقرب من سفن البحرية الأمريكية. 6 يناير 2008

في ديسمبر 2011، بدأت القوات البحرية للجمهورية الإسلامية الإيرانية مناورة بحرية استمرت عشرة أيام في المياه الدولية المحاذية للمضيق. وصرّح الأميرال الإيراني حبيب الله سيّاري بأن المضيق لن يُغلق أثناء التمرين، مؤكدًا أن القوات الإيرانية قادرة على تنفيذ ذلك بسهولة، إلا أن القرار يجب أن يصدر عن مستوى سياسي. وفي مقال لوكالة رويترز في ديسمبر 2011، نُقل عن المتحدث باسم البنتاغون، القبطان جون كيربي، قوله: "إن محاولات تصعيد التوتر في تلك المنطقة من العالم غير مفيدة وتؤتي بنتائج عكسية. أما من جانبنا، فنحن واثقون من أن لدينا في المنطقة القدرات الكافية للوفاء بالتزاماتنا تجاه أصدقائنا وشركائنا، وكذلك تجاه المجتمع الدولي."
وفي السياق ذاته، قالت الخبيرة في الشأن الإيراني سوزان مالوني من مؤسسة بروكينغز إن "التوقع السائد هو أن الجيش الأمريكي قادر على التعامل مع أي تهديد إيراني بشكل سريع نسبيًا." وفي يناير 2012، صرّح الجنرال مارتن ديمبسي، رئيس هيئة الأركان المشتركة الأمريكية آنذاك، بأن "إيران استثمرت في قدرات يمكنها، فعليًا، أن تُغلق مضيق هرمز مؤقتًا"، مضيفًا: "لكننا في المقابل، استثمرنا في قدرات تمكّننا من التصدي لذلك بنجاح إذا حدث."
وفي مقال نُشر في مايو 2012 للباحثة التركية في قانون البحار نيلوفر أورال، خَلصت فيه إلى أن إقدام إيران على تنفيذ تهديدها بإغلاق المضيق، ومنع مرور السفن مثل ناقلات النفط، يشكل انتهاكًا لكل من اتفاقية الأمم المتحدة لقانون البحار واتفاقية أعالي البحار لعام 1958، مشيرةً إلى أن مرور السفن لا يرتبط قانونيًا بفرض عقوبات اقتصادية. وأضافت أن الدولة الساحلية لا يحق لها منع "المرور العابر أو المرور البريء غير القابل للتعليق" إلا في حالتين:
- وجود تهديد باستخدام القوة أو استخدام فعلي لها خلال مرور السفن، بما يمس السيادة أو السلامة الإقليمية أو الاستقلال السياسي لدولة مطلّة على المضيق.
- إذا انتهكت سفينة مبادئ القانون الدولي كما وردت في ميثاق الأمم المتحدة.

وبحسب معطيات عام 2013، كانت اتفاقية الأمم المتحدة لقانون البحار قد صُدّق عليها من قبل 63 دولة، من بينها معظم دول حلف شمال الأطلسي (الناتو) والكتلة السوفييتية السابقة، باستثناء عدد من الدول الأعضاء في منظمة أوبك وجامعة الدول العربية، مثل سوريا، مصر، الأردن، السعودية، وإيران، بالإضافة إلى الصين، وكوريا الشمالية، وكوريا الجنوبية.

## مسارات بديلة للشحن البحري
في يونيو 2012، أعادت المملكة العربية السعودية فتح خط أنابيب العراق عبر السعودية، الذي كانت قد صادرته من العراق في عام 2001، ويمتد من العراق عبر الأراضي السعودية إلى أحد موانئ البحر الأحمر. ومن المخطط أن تبلغ طاقته الاستيعابية 1.65 مليون برميل يوميًا.

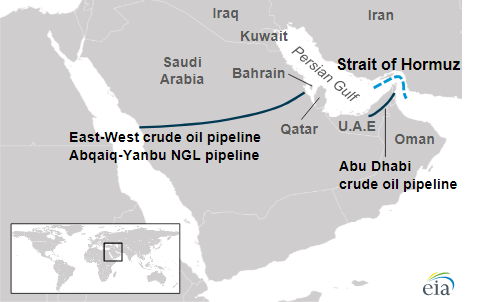
خط أنابيب النفط الخام بين الشرق والغرب السعودي (يسار) مع خط أنابيب نفط حبشان الفجيرة الإماراتي (يمين)

وفي يوليو 2012، بدأت دولة الإمارات العربية المتحدة باستخدام خط أنابيب حبشان – الفجيرة، الذي ينقل النفط الخام من حقول حبشان في أبو ظبي إلى محطة الفجيرة النفطية على خليج عُمان، متجاوزًا فعليًا مضيق هرمز. وتبلغ الطاقة القصوى للخط نحو مليوني برميل يوميًا، أي ما يعادل أكثر من ثلاثة أرباع إنتاج الإمارات النفطي في عام 2012. وتسعى الإمارات أيضًا إلى زيادة قدرات التخزين والتفريغ في ميناء الفجيرة.
وتقوم الإمارات ببناء أكبر منشأة لتخزين النفط الخام في العالم في الفجيرة، بقدرة استيعابية تصل إلى 14 مليون برميل، وذلك لتعزيز مكانة الفجيرة كمركز عالمي لتخزين وتجارة النفط. ويُعد مسار حبشان – الفجيرة وسيلة استراتيجية لتأمين إمدادات الطاقة الإماراتية، نظرًا لكونه خط أنابيب بريًا، وهو ما يُعد أرخص وسيلة لنقل النفط، ويُسهم في تقليل تكاليف التأمين، لكون ناقلات النفط لم تعد بحاجة إلى دخول الخليج العربي.
وفي مقال نُشر في يوليو 2012 في مجلة السياسة الخارجية، قارن الباحث غال لِفت بين إيران ومضيق هرمز من جهة، والدولة العثمانية ومضيق الدردنيل من جهة أخرى، حيث شكّل الأخير نقطة اختناق لشحنات الحبوب الروسية قبل قرن من الزمان. وأشار لِفت إلى أن التوترات المتعلقة بمضيق هرمز تدفع الدول التي تعتمد على شحنات النفط القادمة من الخليج العربي إلى البحث عن بدائل لمسارات الشحن. وذكر أن المملكة العربية السعودية تفكّر في بناء خطوط أنابيب جديدة إلى عُمان واليمن، وأن العراق قد يُعيد تشغيل خط أنابيب العراق – سوريا المهجور لنقل النفط الخام إلى البحر الأبيض المتوسط.[بحاجة لمصدر]
واختتم لِفت بالقول إن تقليص الاعتماد على مضيق هرمز "يقدّم للغرب فرصة جديدة لتعزيز استراتيجيته الحالية في احتواء إيران".

## أطماع عبر التاريخ
نظراً للموقع الاستراتيجي الذي يحتله مضيق هرمز، فقد كان على مدار التاريخ محوراً للتنافس والصراعات بين الدول الكبرى الساعية للسيطرة عليه. يعود دوره الدولي والإقليمي إلى القرن السابع قبل الميلاد، حيث ساهم بشكل فعال في تسهيل التجارة العالمية. على مدى العصور، خضع المضيق لاحتلالات متعاقبة، بدءاً بالاحتلال البرتغالي ثم توسع النفوذ الأوروبي، لا سيما البريطاني، مما أدى إلى انتشار الشركات الغربية المتنافسة في المنطقة، وتراجع مستوى الأمن بسبب هجمات القراصنة.
اعتبرت بريطانيا مضيق هرمز – المعروف تاريخياً بمضيق باب السلام – مفترق طرق استراتيجياً حيوياً، وطرقا رئيسياً نحو الهند، الأمر الذي دفعها إلى التدخل المباشر وغير المباشر في شؤون الدول المطلة عليه لضمان أمن خطوط مواصلاتها الحيوية. وخاضت بريطانيا صراعات طويلة مع الفرنسيين والهولنديين، إضافة إلى مواجهتها البرتغاليين منذ معركة الأرمادا عام 1588، تزامناً مع تأسيس شركة الهند الشرقية، ما مكّنها من تحقيق هيمنة بحرية مطلقة على المنطقة.
لم تخضع الملاحة عبر مضيق هرمز يوماً لمعاهدة إقليمية أو دولية تحدد قواعده، بل اعتمد نظام العبور (الترانزيت) الذي يسمح بمرور السفن دون فرض شروط معقدة، شريطة أن يكون المرور سريعاً ومن دون توقف أو تهديد للدول المطلة على المضيق. كما تلتزم السفن بأنظمة تصدرها "المنظمة البحرية الاستشارية الحكومية المشتركة" لضمان انسيابية وحماية الملاحة.
يُعد مضيق هرمز واحداً من أهم عشرة مضائق بحرية في العالم، ضمن مجموعة تضم نحو 120 مضيقاً موزعة عبر المحيطات والبحار. إلى جانب هرمز، تشمل هذه القائمة مضيق فلوريدا، مضيق دوفر، مضيق ساجدات، مضيق موزمبيق، مضيق باب المندب، مضيق جبل طارق، مضيق ملقة، مضيق لومبورك، مضيق لوزون، ومضيق البوسفور والدردنيل. وتشتهر هذه المضائق بأهميتها الاستراتيجية والسياسية والاقتصادية العالمية، إذ تشكل شرايين حيوية للتجارة والطاقة على مستوى العالم.

## أبحاث
- كتاب (الصراع حول مضيق هرمز) من تأليف: عبيد طويرش[29] عام 1990 عن اتحاد كتاب وأدباء الإمارات

## روابط خارجية
- "Strait of Hormuz" من مركز روبرت شتراوس: خلفية عن القضايا السياسية والاقتصادية والتجارية والتقنية والعسكرية
- "Strait of Hormuz": روابط لموارد مختلفة، بما في ذلك الخرائط العتيقة.
- "Abu Musa Island" by the اتحاد العلماء الأمريكيين
- 1580-pixel-wide excerpt from "Strait of Hormuz – U.K. Admiralty Chart 2888"
- "How Great a Concern? Iranian Threats to Close the Strait of Hormuz": Briefly describes offense/defense balance in the Strait and links to articles in the journal, International Security; offers a map of the Strait and surrounding region
- "Transit Passage Rights in the Strait of Hormuz and Iran’s Threats to Block the Passage of Oil Tankers": The American Society of International Law

Videos
- Politics of Strait of Hormuz: برس تي في (2012)
- VIDEO: Iran shoots down U.S. military drone over Strait of Hormuz (CBS)